# La Fabrique des pandémies
Pour plus de détails, voir Fiche technique et Distribution.
La Fabrique des pandémies est un documentaire français réalisé par Marie-Monique Robin et sorti en 2022, faisant suite au livre La Fabrique des pandémies : Préserver la biodiversité, un impératif pour la santé planétaire rédigé en collaboration avec Serge Morand,.

## Synopsis
Du fait de l'effondrement de la biodiversité perpétrée par l'espèce humaine, des pandémies se multiplient comme le SARS, la Covid-19 impactant la Terre entière.

## Fiche technique
- Titre original : La Fabrique des pandémies
- Réalisation : Marie-Monique Robin
- Musique : Emily Loizeau
- Montage : Benoît Alavoine
- Pays de production :  France
- Format : couleur — 1,78:1
- Genre : documentaire
- Durée : 107 minutes
- Dates de sortie :
  - France : 22 avril 2022 (première projection publique ; UNESCO)[3] ; 22 mai 2022 (première à la télévision sur Ushuaïa TV)[3]
  - Suisse : 22 mai 2022 (première à la télévision sur RTS)

## Distribution
- Juliette Binoche

Scientifiques rencontrés :
- Matthew Baylis (Kenya)
- Éric Fèvre (Kenya)
- Rodolphe Gozlan (France / Guyane)
- Felicia Keesing (en) (États-Unis)
- Gaël Maganga (Gabon)
- Serge Morand (Thaïlande)
- Dismas Ongore (Kenya)
- Richard S. Ostfeld (en) (États-Unis)
- Benjamin Roche (Mexique)
- Gerardo Suzan (Mexique)
- Patricia Wright (Madagascar)